# تشارلز ليونارد
تشارلز ليونارد (بالإنجليزية: Charles Leonard)‏ هو منافس ألعاب قوى وضابط أمريكي، ولد في 23 فبراير 1913 في حصن سنيلنغ في الولايات المتحدة، وتوفي في 18 فبراير 2006 في Fort Belvoir ‏ في الولايات المتحدة.

## وصلات خارجية
- تشارلز ليونارد على موقع اللجنة الأولمبية الدولية (الإنجليزية)
- تشارلز ليونارد على موقع أوليمبيديا (الإنجليزية)